# Provincies van Burundi
Burundi is onderverdeeld in 18 provincies, die weer zijn onderverdeeld in in totaal 129 gemeenten. Buiten Bujumbura Rural zijn de provincies vernoemd naar de hoofdstad.
De jongste, en achttiende provincie is Rumonge, in 2015 gevormd door drie gemeenten uit Bururi (waaronder de hoofdplaats Rumonge) en twee gemeenten uit Bujumbura Rural. De zeventiende provincie dateert van 1998 toen Bujumbura werd opgesplitst in Bujumbura Mairie en Bujumbura Rural. De provincie Mairie de BUJUMBURA heeft in 2014 ingrijpende wijzigingen ondergaan.
Het inwoneraantal is een prognose.
| Provincie        | Inw.2018  | Hoofdstad |
| ---------------- | --------- | --------- |
| Bubanza          | 494.106   | Bubanza   |
| Bujumbura Mairie | 726.733   | Bujumbura |
| Bujumbura Rural  | 679.448   | Isale     |
| Bururi           | 457.677   | Bururi    |
| Cankuzo          | 334.555   | Cankuzo   |
| Cibitoke         | 673.041   | Cibitoke  |
| Gitega           | 1.060.096 | Gitega    |
| Karuzi           | 637.971   | Karuzi    |
| Kayanza          | 855.727   | Kayanza   |
| Kirundo          | 918.354   | Kirundo   |
| Makamba          | 629.867   | Makamba   |
| Muramvya         | 427.692   | Muramvuya |
| Muyinga          | 924.425   | Muyinga   |
| Mwaro            | 399.267   | Mwaro     |
| Ngozi            | 965.804   | Ngozi     |
| Rumonge          | 514.574   | Rumonge   |
| Rutana           | 487.509   | Rutana    |
| Ruyigi           | 585.475   | Ruyigi    |